# Johann Friedrich Eusebius Lotz
Johann Friedrich Eusebius Lotz (* 13. Januar 1771 in Sonnefeld; † 13. November 1838 in Coburg) war ein deutscher Jurist und Volkswirt.

## Leben
Der Sohn eines Justizamtmanns ging von 1784 bis 1789 auf das Gymnasium in Coburg und studierte dann in Jena Jura. 1790 wurde er Hofadvokat in Sonnefeld und danach in Hildburghausen. 1795 arbeitete er im Archiv und wurde Ende des Folgejahres zum Regierungs- und Konsistorialsekretär ernannt. 1801 wurde er zum herzoglichen Rat und drei Jahre später zum Kanzleirat ernannt. 1810 ging er als Regierungsrat nach Coburg und übernahm 1816 als Bevollmächtigter des Herzogs Ernst das diesem auf dem Wiener Kongress zugeteilte Fürstentum Lichtenberg. Später arbeitete Lotz in der Verwaltung der Herrschaft Greinburg in Oberösterreich. 1827 war er an der Organisation der Verwaltung der nun vereinigten Herzogtümer Coburg und Gotha beteiligt. 1833 kehrte er für immer nach Coburg zurück.
Lotz war Komtur des Sachsen-Ernestinischen Hausordens und des portugiesischen Ordens unserer lieben Frau von Vila Viçosa sowie Ritter des Sächsischen Zivil-Verdienstordens.
Der Grabstein Lotz’ und seiner Ehefrau befindet sich in Coburg, Zinkenwehr 11.

## Schriften
- Ueber den Begriff der Polizei und den Umfang der Staatspolizeigewalt. Hildburghausen 1807 (Digitalisat)
- Revision der Grundbegriffe der Nationalwirthschaftslehre. 4 Bde., Koburg und Leipzig 1811 bis 1814
  - Band 1, 1811 (Digitalisat)
  - Band 3, 1813 (Digitalisat)
- Handbuch der Staatswirthschaftslehre. 3 Bde., Erlangen
  - Band 1, 1821 (Digitalisat)
  - Band 2, 1822 (Digitalisat)
  - Band 3, 1822, 2. Aufl. 1838 (Digitalisat)